# Bougouldeïka
La Bougouldeïka (en russe : Бугульдейка) est une rivière de Russie qui coule dans l'oblast d'Irkoutsk en Sibérie orientale. C'est un tributaire du lac Baïkal en rive ouest, donc un sous-affluent de l'Ienisseï par l'Angara.

## Géographie
Le bassin versant de la Bougouldeïka a une superficie de 1 700 km2 (surface de taille équivalente à celle du département français de l'Essonne ou encore du canton suisse de Fribourg).
Son débit moyen à l'embouchure est de 5,32 m3/s.  
La rivière prend naissance) 150 kilomètres au nord-est de la ville d'Irkoutsk, dans la région accidentée située à l'ouest des Monts Primorskii qui surplombent la moitié sud de la rive occidentale du lac Baïkal. Cette chaîne de montagne barre la route aux vents humides venus de l'est et font en sorte que la plus grande partie du bassin de la rivière soit peu arrosée.
Dès sa naissance, la rivière se dirige d'emblée vers le sud, puis traverse les Monts Primorskii et finit par se jeter dans le lac Baikal au niveau de Bolchaïa Bougouldeïka, à quelque 25 kilomètres à l'est de la petite ville de Kourtoun, face au delta de la Sélenga.

## Affluent
- Le Kourtoun (rive droite)

## Localités traversées
- Kossaïa Step est la seule localité digne d'être mentionnée.

## Hydrométrie - Les débits mensuels à Bolchaïa Bougouldeïka
La Bougouldeïka est un cours d'eau peu abondant mais assez régulier. Son débit a été observé pendant 37 ans (entre 1952 et 1997) à Bolchaïa Bougouldeïka, station hydrométrique située à trois km de son embouchure dans le lac Baïkal, à une altitude de 465 mètres. 
A Bolchaïa Bougouldeïka, le débit inter annuel moyen ou module observé sur cette période était de 5,32 m3/s pour une surface drainée de 1 700 km2, soit la totalité du bassin versant de la rivière. La lame d'eau écoulée dans ce bassin versant se monte ainsi à 99 millimètres par an, ce qui est fort modeste, du moins dans le contexte des tributaires du lac Baïkal généralement plus abondants. 
Rivière alimentée en partie par la fonte des neiges, en partie par les pluies de la mousson d'été, la Bougouldeïka est un cours d'eau de régime nivo-pluvial qui présente deux saisons. 
Les hautes eaux se déroulent du printemps au début de l'automne, de la mi-avril à début octobre, avec un sommet très net en mai correspondant au dégel et à la fonte des neiges, surtout celles des monts Primorskii. En juin le débit baisse puis se stabilise tout au long de l'été jusqu'en septembre. Durant toute cette période, les débits sont bien soutenus, ce qui traduit les précipitations d'été parfois abondantes sur les sommets du bassin. Au mois d'octobre, le débit de la rivière baisse rapidement, ce qui mène à la période des basses eaux. Celle-ci a lieu de novembre-décembre à mars inclus et correspond à l'hiver avec ses puissantes gelées qui s'étendent sur toute la région.  
Le débit moyen mensuel observé en février (minimum d'étiage) est de 2,04 m3/s, soit plus de 16 % du débit moyen du mois de septembre (11,9 m3/s), ce qui témoigne de l'amplitude assez modérée - pour la Sibérie - des variations saisonnières. Sur la durée d'observation de 37 ans, le débit mensuel minimal a été de 0,68 m3/s (janvier 1955), tandis que le débit mensuel maximal s'élevait à 35,4 m3/s (mai 1984).